# Бобровиці (гміна)
Гміна Бобровіце (пол. Gmina Bobrowice) — сільська гміна у північно-західній Польщі. Належить до Кросненського повіту Любуського воєводства.
Станом на 31 грудня 2011 у гміні проживало 3235 осіб.

## Площа
Згідно з даними за 2007 рік площа гміни становила 185.05 км², у тому числі:
- орні землі: 23.00%
- ліси: 66.00%

Таким чином, площа гміни становить 13.31% площі повіту.

## Населення
Станом на 31 грудня 2011:
| Опис     | Загалом | Загалом | Чоловіки | Чоловіки | Жінки | Жінки |
| -------- | ------- | ------- | -------- | -------- | ----- | ----- |
| одиниця  | осіб    | %       | осіб     | %        | осіб  | %     |
| все      | 3235    | 100     | 1600     | 49.46    | 1635  | 50.54 |
| міське   | 0       | 100     | 0        |          | 0     |       |
| сільське | 3235    | 100     | 1600     | 49.46    | 1635  | 50.54 |

## Сусідні гміни
Гміна Бобровіце межує з такими гмінами: Ґубін, Домбе, Кросно-Оджанське, Любсько, Новоґруд-Бобжанський.